# Johannes Fidelis Battaglia
Johannes Fidelis Battaglia, né le 19 février 1829 à Parsonz (de) et mort le 10 septembre 1913 à Zizers, est un prélat suisse, évêque de Coire de 1888 à 1908. 

## Biographie
Fils de Jakob Fidelis Battaglia, agriculteur, et d'Agnes Guetg, il est né dans une famille d'où sont issus plusieurs ecclésiastiques, membres du chapitre cathédral de Coire : Johann Anton Battaglia (1776-1802), Bartholomäus Battaglia (1814-1826), Johann Maria Battaglia (1827-1843) et Bartholomäus Anton Battaglia (1862-1868). Sa mère étant décédée tôt, il a été élevé par un oncle ecclésiastique ; celui-ci l'a envoyé à l'école de garçons de Coire, puis à l'école collégiale d'Einsiedeln. Il part en 1850 étudier la théologie au Collegium Germanicum à Rome. Il y est ordonné prêtre le 2 juin 1855,. En 1857, il enseigna les langues anciennes à l'école de garçons de Coire et, à partir de 1859, il enseigna pendant 15 ans au collège Maria Hilf de Schwyz. En 1874, à la demande de la supérieure générale Maria Theresia Scherer, il est directeur spirituel de la maison mère des Sœurs de la charité de la Sainte-Croix à Ingenbohl. En 1879, l'évêque Franz Konstantin Rampa (de) l'appelle au chapitre de la cathédrale de Coire.

### Épiscopat
Le 6 novembre 1888, il est élu évêque de Coire. Le pape Léon XIII confirme cette élection le 14 février 1889. L'ordination épiscopale lui fut conférée le 31 mars 1889 dans la cathédrale de l'Assomption de Coire par l'évêque de Saint-Gall, Augustin Egger ; les co-consécrateurs étaient Leonhard Haas (de), évêque de Bâle et Johann Nepomuk Zobl (de). 
Durant les trois premières années de son épiscopat, il visite toutes les paroisses de son diocèse et y dispense le sacrement de la confirmation. Il érige également de nouvelles paroisses, notamment dans le canton de Zurich, soutint la création d'associations catholiques et aide à la fondation en 1896 du Parti populaire démocrate-chrétien (futur Parti démocrate-chrétien) dans les Grisons.
Le 5 février 1908, il annonce sa démission et se retire de l'évêché de Coire. Le pape Pie X accepta sa démission le 12 février 1908 et le nomme archevêque titulaire pro hac vice de Cyzique (de) le 3 juillet 1909.
Johannes Fidelis Battaglia a présidé la Conférence des évêques suisses de 1906 à 1911.
Il meurt le 10 septembre 1913 au St. Johannes-Stift à Zizers des suites d'une attaque cérébrale et est enterré le 13 septembre de la même année dans le cimetière à côté de la cathédrale de l'Assomption.

## Liens
- Ressource relative à la religion :   - Catholic Hierarchy
- Notices dans des dictionnaires ou encyclopédies généralistes :   - Dictionnaire historique de la Suisse
  - E-archiv.li
- Notices d'autorité :   - VIAF
  - GND
  - Tchéquie